# Parafia św. Józefa Oblubieńca Najświętszej Maryi Panny i św. Jakuba Apostoła w Lachowszczyźnie
Parafia św. Józefa Oblubieńca Najświętszej Maryi Panny i św. Jakuba Apostoła w Lachowszczyźnie (biał. Парафія Св. Юзафа Абранніка Найсвяцейшай Панны Марыі i св. Якуба, апостала y Ляхаўшчыне) – była parafia rzymskokatolicka w Lachowszczyźnie. Należała do dekanatu postawskiego diecezji witebskiej. Parafia formalnie istniała do 2016 r. Obecnie miejscowość podlega parafii w Woropajewie.